# Saratjy
Saratjy (belarusiska: Сарачы) är en agropolis i Belarus. Den ligger i Ljuban rajon i Minsks voblast, i den centrala delen av landet, 130 km söder om huvudstaden Minsk. Saratjy ligger 140 meter över havet och antalet invånare är 1 350.

## Natur och klimat
Terrängen runt Saratjy är mycket platt. Närmaste större samhälle är Ljuban, 1,6 km nordväst om Saratjy.
Omgivningarna runt Saratjy är en mosaik av jordbruksmark och naturlig växtlighet. Runt Saratjy är det ganska glesbefolkat, med 22 invånare per kvadratkilometer.